# José Gonçalves de Minas
José Gonçalves de Minas là một đô thị thuộc bang Minas Gerais, Brasil. Đô thị này có diện tích 382,863 km², dân số năm 2007 là 4547 người, mật độ 12,6 người/km².